# 镰叶兰属
镰叶兰属（学名：Arpophyllum）是兰科的一个属，是种开花植物。它包含3个物种，原产于墨西哥、伯利兹、中美洲、哥伦比亚、委内瑞拉和牙买加。

## 下属物种
截至2014年5月，已识别三个物种：
- 烛穗镰叶兰 Arpophyllum giganteum Hartw. ex Lindl. - 韦拉克鲁斯州、恰帕斯州、瓦哈卡州、中美洲、哥伦比亚、委内瑞拉、牙买加
  - Arpophyllum giganteum subsp. alpinum (Lindl.) Dressler - 恰帕斯州、萨尔瓦多、危地马拉、洪都拉斯
  - Arpophyllum giganteum subsp. giganteum - 韦拉克鲁斯州、恰帕斯州、瓦哈卡州、中美洲、哥伦比亚、委内瑞拉、牙买加
  - Arpophyllum giganteum subsp. medium (Rchb.f.) Dressler - 韦拉克鲁斯州、恰帕斯州、瓦哈卡州、中美洲
- Arpophyllum laxiflorum Pfitzer - 墨西哥东部、中部和南部
- Arpophyllum spicatum Lex. in P.de La Llave & J.M.de Lexarza - 墨西哥东部、中部和南部；南至哥斯达黎加